# Haselton-Gletscher
Der Haselton-Gletscher ist ein Gletscher im ostantarktischen Viktorialand. Er fließt in ostnordöstlicher Richtung zwischen dem Gibson Spur und den Apocalypse Peaks bis zum Rand des Barwick Valley, wo er als Hängegletscher endet.
Das Advisory Committee on Antarctic Names benannte ihn 2005 in Anlehnung an die Benennung des stark zerklüfteten Haselton-Eisfalls im oberen Teil des Gletschers nach George M. Haselton vom United States Antarctic Program, assistierender Geologe unter Parker Emerson Calkin (1933–2017) bei einer Forschungskampagne in den Jahren 1961 bis 1962 in dieser Region.